# Чмона Олег Семенович
Олег Семенович Чмо́на (нар. 14 лютого 1937, Дніпропетровськ — пом. 21 серпня 2010) — український архітектор; заслужений архітектор України.

## Біографія
Народився 14 лютого 1937 у місті Дніпропетровську (тепер Дніпро, Україна). 1963 року закінчив Дніпропетровський інститут інженерів транспорту. Працював у Дніпроцивільпроекті.
Помер 21 серпня 2010 року.

## Споруди в Дніпрі

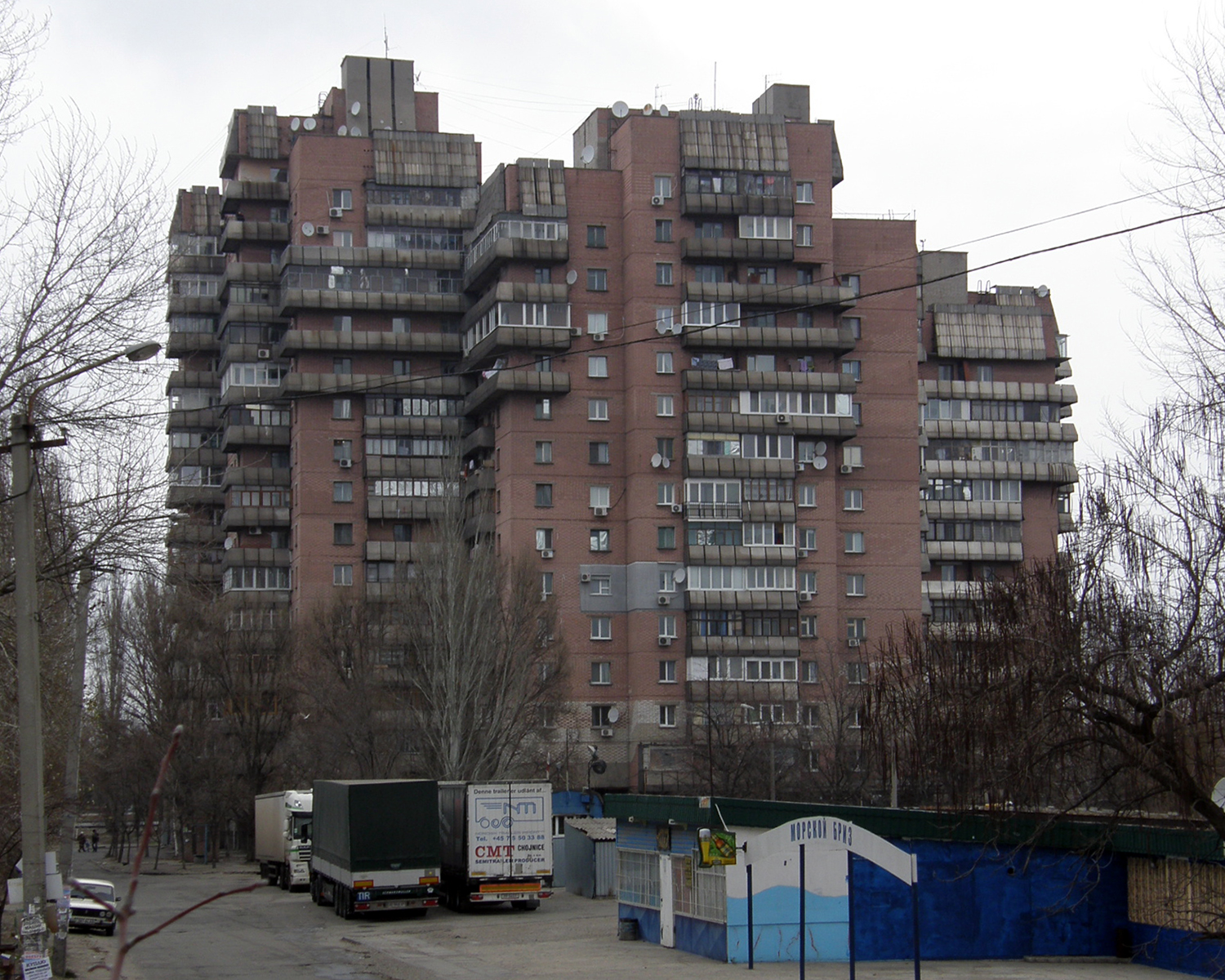
ж/м Червоний Камінь, 3

- житлові будинки по вулиці Дзержинського (1972—1977) і проспекті К. Маркса (1975—1978);
- житловий район Червоний Камінь (1980—1986);
- комплекс будинків військового училища на проспекті Гагаріна, 26 (1982—1990; тепер — університет внутрішніх справ).